# آلرژی به سویا

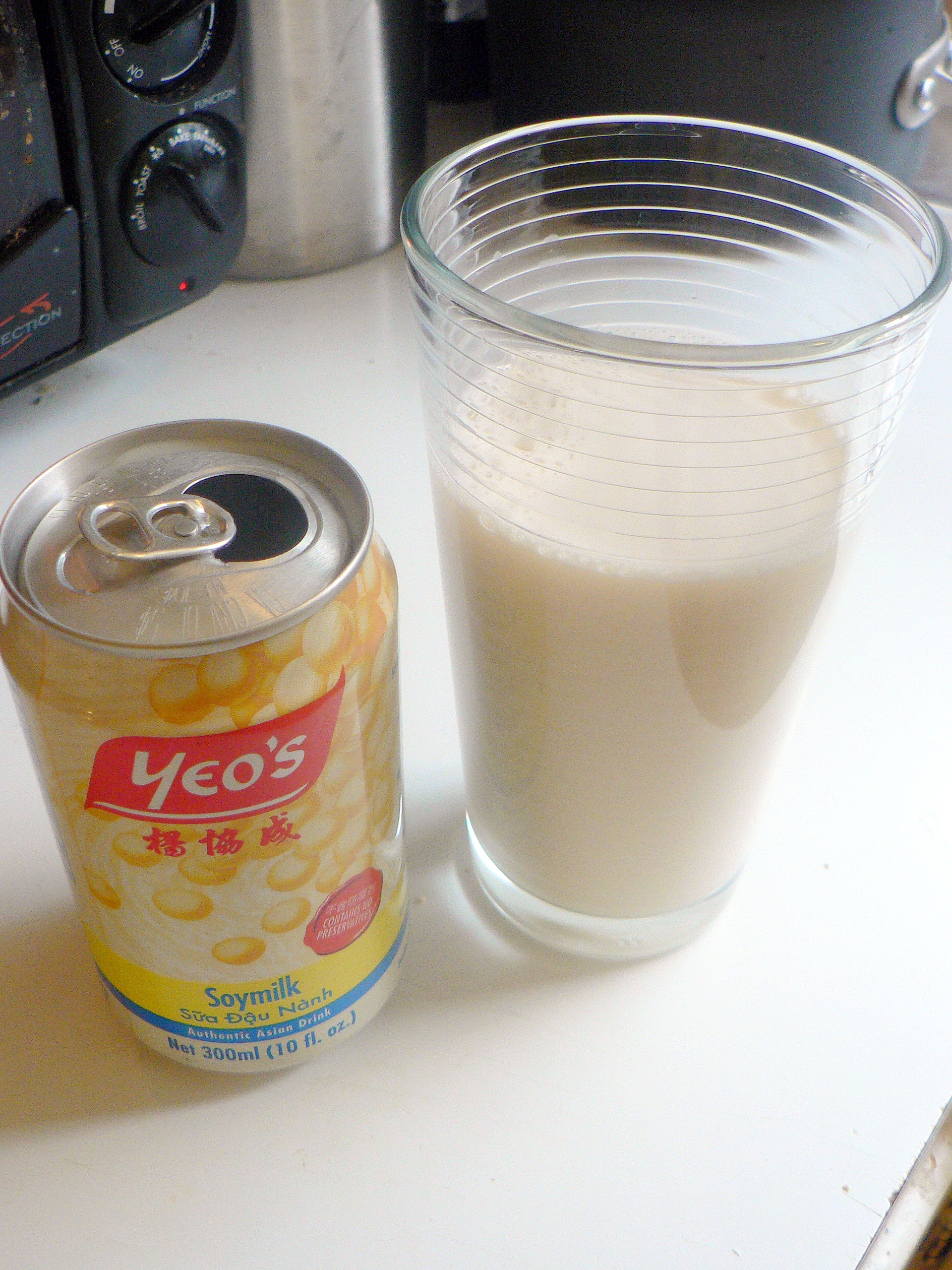
کنسرو شیر سویا

آلرژی به سویا نوعی حساسیت غذایی است. این بیش‌حساسیت به مصرف مواد شیمیایی گیاهی موجود در سویا (Glycine max) است که باعث واکنش بیش از حد سیستم ایمنی بدن می‌شود و معمولاً با علائمی مانند ناراحتی لوله گوارشی، مشکلات تنفس فیزیولوژیک یا اریتما همراه است. سویا یکی از هشت مواد غذایی است که منجر به ایجاد واکنش‌های آلرژیک در کودکان و بزرگسالان است. شیوع آلرژی به سویا حدود ۰٫۳ درصد در جمعیت عمومی است.
آلرژی به سویا معمولاً با یک رژیم غذایی پرهیز از غذاهایی که ممکن است حاوی ترکیبات سویا باشند، درمان می‌شود. شدیدترین واکنش آلرژی غذایی آنافیلاکسی است، که نیازمند فوریت‌های پزشکی و درمان با اپی نفرین دارد.

## علائم و نشانه‌ها

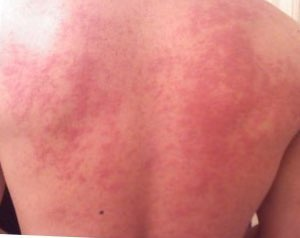
کهیر در پشت

آلرژی حاد به سویا بسته به شرایط می‌تواند شروع سریع (از چند ثانیه تا یک ساعت) یا شروع آهسته (از ساعت تا چند روز) داشته باشد، در حالی که آلرژی طولانی مدت به سویا ممکن است در دوران نوزادی با واکنش به شیر خشک شیرخوار مبتنی بر سویا شروع شود. اگرچه بیشتر کودکان از حساسیت به سویا بیشتر می‌شوند، اما برخی ممکن است این آلرژی تا بزرگسالی ادامه یابد.

### علائم آلرژی به سویا
علائم ممکن است شامل: بثورات پوستی، کهیر، خارش دهان، لب‌ها، زبان، گلو، چشم‌ها، پوست یا نواحی دیگر، تورم لب‌ها، زبان، پلک‌ها یا کل صورت، مشکل در بلع، آبریزش یا احتقان بینی، صدای خشن، خس خس سینه، تنگی نفس، احساس سبکی سر، گیجی، سردرد حالت تهوع و استفراغ باشد. علائم آلرژی از فردی به فرد دیگر متفاوت است خطر جدی در مورد آلرژی می‌تواند زمانی آغاز شود که راه هوایی یا دستگاه گردش خون تحت تأثیر قرار گیرد. اولی را می‌توان با خس خس سینه، مسدود شدن راه هوایی و کبودی، دومی با نبض ضعیف، پوست رنگ پریده و غش نشان داد. هنگامی که چنین علائم شدیدی رخ می‌دهد، واکنش آلرژیک آنافیلاکسی نامیده می‌شود.

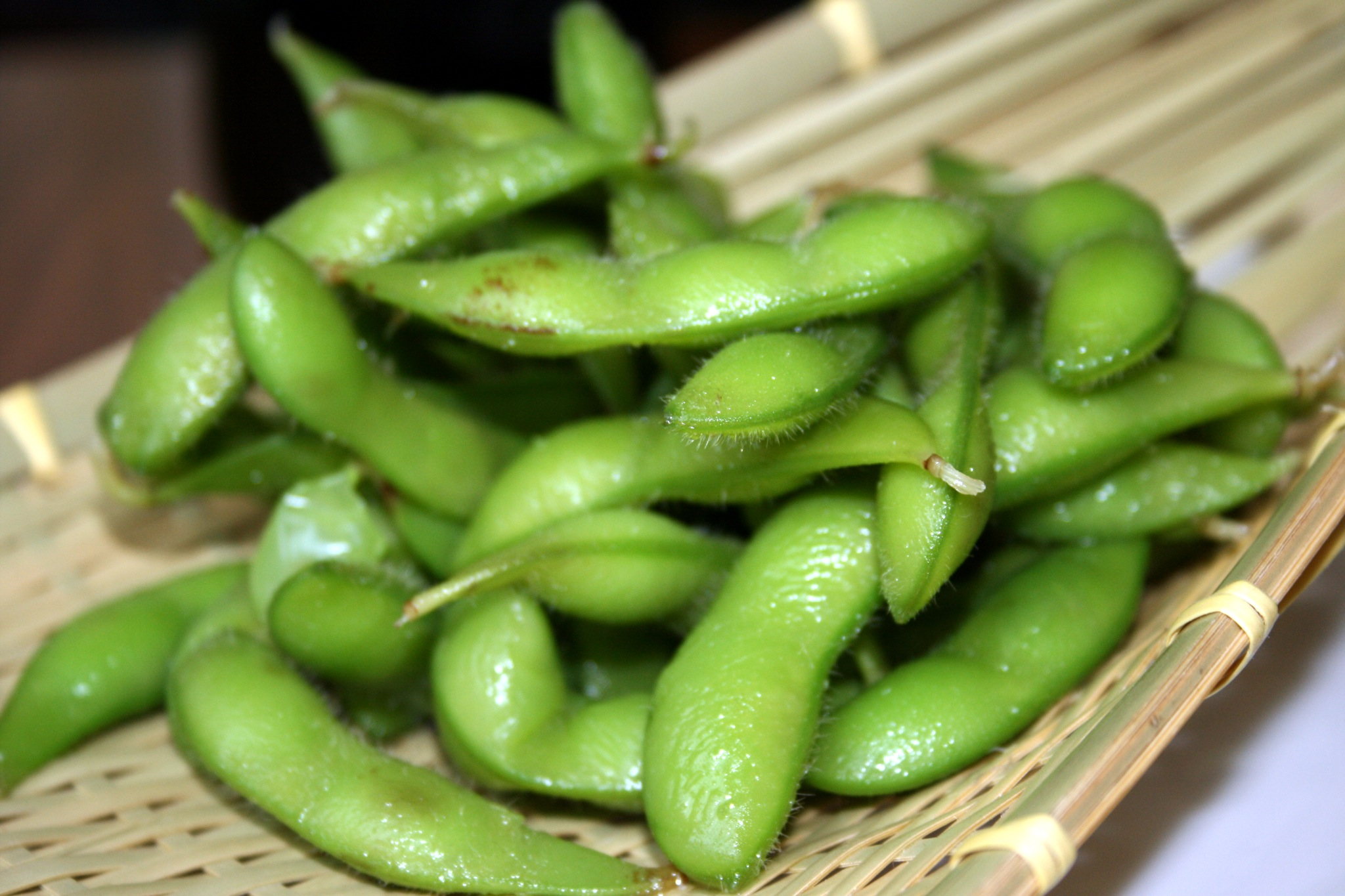
ادامامه سویای نارس پخته یا بخارپز شده در غلاف است.